# Jeorjos Mustopulos
Jeorjos (Jorgos) Mustopulos (gr. Γεώργιος (Γιώργος) Μουστόπουλος; ur. 24 kwietnia 1971) – grecki zapaśnik walczący w stylu wolnym. Olimpijczyk z Barcelony 1992, gdzie zajął jedenaste miejsce w kategorii 62 kg.
Czterokrotny uczestnik mistrzostw świata, dziesiąty w 1995. Piąty w mistrzostwach Europy w 1998. Brązowy medalista igrzysk śródziemnomorskich w 1993 i piąty w 1997. Trzeci na wojskowych MŚ w 2000 roku.
- Turniej w Barcelonie 1992

Pokonał Dharan Singh Dahiya z Indii, a przegrał z  Askari Mohammadijanem z Iranu i z Martinem Müllerem ze Szwajcarii.